# Fabrizio Piscitelli
Fabrizio Piscitelli, noto anche come Diabolik o Diablo (Roma, 2 luglio 1966 – Roma, 7 agosto 2019), è stato un criminale italiano.
Fu a capo degli Irriducibili, il gruppo di ultras della Società Sportiva Lazio, fino al suo omicidio avvenuto il 7 agosto 2019 presso il Parco degli Acquedotti di Roma.

## Biografia
Nacque a Roma il 2 luglio 1966,  secondo dei tre figli di un ispettore di polizia e di un'impiegata, diventando rapidamente una figura di rilievo nel mondo degli ultras e arrivando tra la fine degli anni '80 e l'inizio degli anni '90 ad essere tra i capi degli Irriducibili, la frangia più estrema dei tifosi della Lazio. In questo contesto avrebbe gestito anche due società (Fans Edition e Mister Henrich), dedicate alla commercializzazione dei gadget legati agli Irriducibili ed il cui capitale sociale era stato diviso tra la moglie Rita Corazza e le figlie Giorgia e Ginevra, ed un'associazione culturale (anch'essa denominata Mister Henrich). Nell'ambito dell'attività di ultras ha più volte espresso sostegno e simpatia per il fascismo.

### Controversie
Nel 1998 subì la prima condanna per danneggiamento, seguita nel 1999 da una condanna a tre anni e dieci mesi di reclusione per reati legati al traffico di droga. Subì inoltre altre condanne per gioco d'azzardo e scommesse clandestine nel 2000, per ingiurie e resistenza a pubblico ufficiale nel 2005 oltre che per lesioni aggravate nel 2007.
Nel 2015 è stato condannato a tre anni e due mesi di reclusione in primo grado insieme ad altri leader degli Irriducibili e manager della SS Lazio per tentata estorsione ai danni di Claudio Lotito e dei suoi più stretti collaboratori; secondo l'accusa poco dopo che Lotito acquistò la società sportiva nel 2004, subì alcune minacce per cedere le azioni ad un fantomatico gruppo ungherese di aziende sponsorizzato da Giorgio Chinaglia, in passato attaccante della Lazio e della Nazionale italiana, anch'egli imputato nel processo. Secondo le indagini il coinvolgimento della frangia degli ultras sarebbe stato motivato più che altro dal giro di affari legato alle vendite del merchandising, al monopolio del servizio di sicurezza e alle scenografie negli stadi.
Nel settembre 2013 nell'ambito dell'operazione Castillos, guidata dal Gruppo d'investigazione sulla criminalità organizzata (GICO) della Guardia di Finanza, Piscitelli emerse come "principale referente di un'organizzazione narcotrafficante autonoma" che si occupava dell'importazione in Italia di eroina da Germania e Turchia oltre che di hashish dalla Spagna per tramite del clan Abate di San Giorgio a Cremano; fu quindi emanata nei suoi confronti un'ordinanza di custodia cautelare, che tuttavia fu eseguita circa un mese dopo a causa della sua latitanza. Sulla scorta di quanto appurato nell'ambito dell'operazione Castillos, il GICO sequestrò poi beni per 2,3 milioni di euro alla famiglia Piscitelli nell'ambito dell'operazione Ginko. A gennaio 2015 fu condannato a quattro anni e otto mesi con rito abbreviato per traffico di sostanze stupefacenti.

### L'omicidio
Fu ucciso intorno alle 19:00 del 7 agosto 2019 con un colpo di pistola alla testa mentre era seduto su una panchina nel Parco degli Acquedotti a Roma. Dopo la sua morte è stato affisso uno striscione con la scritta "Diablo Vive!" in via degli Annibaldi nel rione Monti, nei pressi del Colosseo, ed è stato realizzato un murales in sua memoria presso la sede degli Irriducibili in via Amulio al Tuscolano, rimosso due volte su richiesta di Roma Capitale. In occasione del primo e del secondo anniversario della sua morte sono stati affissi numerosi manifesti in tutta Roma.
Dopo circa due anni e mezzo di indagini la Direzione distrettuale antimafia (DDA) di Roma ha disposto l'arresto di Raul Esteban Calderon, sospettato di essere l'esecutore materiale dell'omicidio e già protagonista dell'omicidio di Shehaj Selavdi a Torvaianica oltre che di un tentato duplice omicidio ai danni di Emanuele ed Alessio Costantino all'Alessandrino, mentre come possibili mandanti sarebbero stati individuati i fratelli Leandro ed Enrico Bennato, rivali della "batteria di Ponte Milvio" guidata da Piscitelli. A Calderon è stata contestata l'accusa di omicidio volontario aggravato dal metodo mafioso (poi decaduta) e detenzione abusiva di armi.